# Constantino Noya
Constantino Noya (date de naissance inconnue - date de décès inconnue) était un joueur bolivien de football, qui évoluait au poste de milieu de terrain.

## Biographie
Il évolua en tant que milieu de terrain durant sa carrière dans le club bolivien de l'Oruro Royal.
Mais il est surtout connu pour avoir, avec l'équipe de Bolivie, participé au mondial 1930, sélectionné par l'entraîneur bolivien Ulises Saucedo.